# Steven Holcomb
Pour les articles homonymes, voir Holcomb.
Steven Holcomb, né le 14 avril 1980 à Park City (Utah) et mort le 6 mai 2017 à Lake Placid (New York), est un pilote de Bobsleigh américain. 
Au cours de sa carrière, il a notamment remporté cinq titres de champion du monde. Il est champion olympique de Bobsleigh à quatre aux Jeux olympiques de 2010.

## Biographie
Steven Holcomb est dans sa jeunesse un skieur alpin, sélectionné en équipe des États-Unis jusqu'à ses 18 ans, participant à des épreuves FIS. En 1998, il abandonne le ski alpin pour le bobsleigh. Dans ce sport, il réalise à partir de 2005 de prestigieux résultats, remportant cinq titres de champion du monde et cinq médailles de bronze. En coupe du monde, il a remporté quatre fois le classement général.

## Palmarès
| Événement/année | Événement/année | 2005 | 2006 | 2007 | 2008 | 2009 | 2010 | 2011 | 2012 | 2013 | 2014 | 2015 | 2016 | 2017 |
| Jeux olympiques | bob à 4         | -    | 6e   | -    | -    | -    | 1er  | -    | -    | -    | 2e   | -    | -    | -    |
| Jeux olympiques | bob à 2         | -    | 14e  | -    | -    | -    | 6e   | -    | -    | -    | 2e   | -    | -    | -    |
| Champ. monde    | bob à 4         | 8e   | JO.  | 4e   | 6e   | 1er  | JO.  | 3e   | 1er  | 3e   | JO.  | 9e   | 21e  | 5e   |
| Champ. monde    | bob à 2         | 18e  | JO.  | 4e   | 10e  | 3e   | JO.  | 6e   | 1er  | ?    | JO.  | 17e  | 19e  | 7e   |
| Champ. monde    | mixte/team      | -    | JO.  | -    | 3e   | 3e   | JO.  | 9e   | 1er  | 1er  | JO.  | 5e   | 7e   | 6e   |
| Coupe du monde  | bob à 4         | 7e   | 9e   | 2e   | 4e   | 4e   | 1er  | 2e   | 7e   | 6e   | 2e   | 7e   | 11e  | 3e   |
| Coupe du monde  | bob à 2         | 18e  | 13e  | 1er  | 4e   | 14e  | 7e   | 4e   | 9e   | 4e   | 1er  | 6e   | 8e   | 2e   |
| Coupe du monde  | combinés        | ?    | ?    | 1er  | 3e   | ?    | 1er  | 3e   | ?    | ?    | 1er  | ?    | ?    | 3e   |

### Coupe du monde
- 6 globe de cristal : 
  - Vainqueur du classement bob à 2 en 2007  et 2014.
  - Vainqueur du classement bob à 4 en 2010.
  - Vainqueur du classement combiné en 2007, 2010 et 2014.
- 60 podiums  : 
  - en bob à 2 : 13 victoires, 9 deuxièmes places et 6 troisièmes places.
  - en bob à 4 : 16 victoires, 13 deuxièmes places et 3 troisièmes places.
- 1 podium en équipe mixte : 1 troisième place.

#### Détails des victoires en Coupe du monde
| Édition   | Bob à 2                               | Bob à 4                                 |
| 2006-2007 | Cortina d'Ampezzo Césane              | Cortina d'Ampezzo Igls Césane           |
| 2007-2008 | Park City                             | Calgary Park City                       |
| 2008-2009 |                                       | Park City x2                            |
| 2009-2010 |                                       | Lake Placid Césane Winterberg           |
| 2010-2011 |                                       | Whistler Lake Placid                    |
| 2012-2013 | Lake Placid Park City Whistler        |                                         |
| 2013-2014 | Calgary Park City Lake Placid x2 Igls | Calgary Park City Lake Placid Königssee |
| 2015-2016 | Lake Placid                           |                                         |
| 2016-2017 | Lake Placid                           |                                         |